# Rechtsextremismus in der DDR
Rechtsextremismus in der DDR zeigte sich seit deren Gründung 1949 bis zu ihrem Ende 1990 in verschiedener Form, blieb dort aber wegen des zur staatlichen Doktrin erhobenen Antifaschismus ein Tabuthema. Das Phänomen wird seit der Wiedervereinigung Deutschlands 1990 wissenschaftlich erforscht und zu den Entstehungsfaktoren des Rechtsextremismus in Ostdeutschland gezählt (siehe dazu den Artikel Rechtsextremismus in der Bundesrepublik Deutschland). 

## SBZ

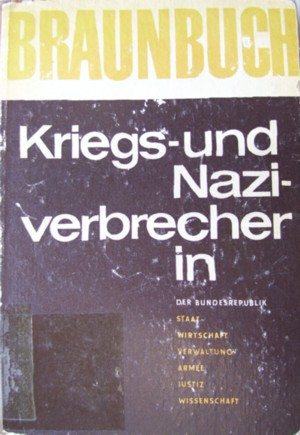
Braunbuch – Propagandapublikation der DDR aus dem Jahre 1965

In der SBZ führte die Sowjetunion bis 1947/1948 Maßnahmen zur Entnazifizierung durch. Die Entlassung ehemaliger Nationalsozialisten konzentrierte sich auf den Öffentlichen Dienst, vor allem auf Schulen und Justiz, ihre Spitzenkader wurden zu Zwangsarbeit herangezogen. Sogenannte „feindliche Elemente“ wurden in Speziallagern inhaftiert. Im Februar 1948 erklärte der SMAD-Befehl 35 die Entnazifizierung in der SBZ für beendet. Die Einstellung geschah wie in den westlichen Besatzungszonen vor dem Hintergrund des Kalten Krieges. Eine Rehabilitierung wie dort im Sinn einer Rückkehr in öffentliche Ämter gab es jedoch nicht.
Am 15. Juni 1946 öffnete sich die Sozialistische Einheitspartei Deutschlands (SED) für ehemalige Mitglieder der NSDAP; ihr Zentralsekretariat hob einen entsprechenden Unvereinbarkeitsbeschluss auf. Somit konnten viele bei den Entnazifizierungsverfahren als „Mitläufer“ eingestufte Personen in die SED aufgenommen werden. Nach parteiinternen Analysen von 1954 hatten 25,8 Prozent aller SED-Mitglieder in der DDR eine NS-Vergangenheit. In einzelnen Parteiorganisationen stellten sie demnach mehr als 85 Prozent der Mitglieder. Lokale, betriebliche und regionale SED-Leitungen waren in den frühen Jahren der DDR oft mehrheitlich mit früheren Nationalsozialisten besetzt.

## DDR
Die Deutsche Demokratische Republik (DDR) legitimierte sich seit ihrer Gründung 1949 als Staat, der die wirtschaftlichen und gesellschaftlichen Ursachen des Faschismus überwunden und ausgerottet habe (Juli 1950, III. SED-Parteitag). Ehemalige NSDAP-Mitglieder traten auch in andere in der DDR zugelassene Organisationen ein, darunter die zur „Nationalen Front“ zählende Blockpartei National-Demokratische Partei Deutschlands (NDPD). Dort konnten sie sich politisch betätigen und zunehmend in die DDR-Gesellschaft integrieren. Westdeutsche Publikationen, die auf die Braunbücher der DDR reagierten, verwiesen auf die nationalsozialistische Vergangenheit von DDR-Staats- und Parteifunktionären wie Arno von Lenski, Franz Fühmann oder Erhard Mauersberger. Olaf Kappelts Braunbuch DDR – Nazis in der DDR von 2009 listete 1000 vormalige NSDAP-Mitglieder namentlich auf, die der DDR dienten. Die vom West-Berliner Untersuchungsausschuß Freiheitlicher Juristen geführte „Belastetendatei“ hatte 1959 rund 115.000 DDR-Funktionäre erfasst.
Die „sozialistische“ DDR-Verfassung von 1968 behauptete in Artikel 6, die DDR habe „getreu den Interessen des Volkes und den internationalen Verpflichtungen auf ihrem Gebiet den deutschen Militarismus und Nazismus ausgerottet“. Die DDR-Behörden bestritten deshalb jedes Fortbestehen von Rechtsextremismus in der DDR, verheimlichten rechtsextreme Vorfälle oder schrieben sie sprachlich „Randalierern“, „Rowdys“ oder „negativ-dekadenten Jugendlichen“ zu.
Besonders Jugendliche und Mitglieder der bewaffneten DDR-Organe begingen jedoch nachweislich rechtsextreme Straftaten, darunter seit etwa 1960 Hakenkreuz-Schmierereien, das Sammeln von Propagandamaterial und Waffen. In allen Phasen der Geschichte der DDR sind antisemitische, fremdenfeindliche und pro-nazistische Vorkommnisse dokumentiert. In der Volkspolizei gab es permanent organisierte und unorganisierte Neo-Nazis, die Waffen einsetzten. Bis zum Mauerbau 1961 entzogen sich die Täter der Strafverfolgung meist durch Flucht und Übersiedlung nach Westdeutschland. Der von der Bundesregierung betriebene Häftlingsfreikauf kam auch später bekannt gewordenen Neonazis zugute, darunter Uwe Behrendt, Frank Hübner und Arnulf Priem. Organisierte und unorganisierte Neo-Nazis waren die Hauptakteure der rassistischen Szene in der DDR.
Wie in der Bundesrepublik entstanden ab 1980 auch in der DDR Gruppen rechtsextremer Skinheads, die es ab 1985 in allen ostdeutschen Großstädten gab. Sie erhielten Zulauf durch die Unzufriedenheit mit dem DDR-System, bildeten eine Protestkultur gegen dessen antifaschistisches Selbstverständnis und hatten Kontakte zu westdeutschen und osteuropäischen Organisationen.
Da rechtsradikale Straftäter fast immer als „Rowdys“, „Randalierer“ oder „negativ-dekadente Jugendliche“ bezeichnet wurden, ist die genaue Zahl rechtsradikal motivierter Straftaten unbekannt. Ab 1982/83 nahmen derartige Taten in den Fußballstadien drastisch zu. Ende der 1980er Jahre kam es zu vielen gewaltsamen Übergriffen durch rechtsextreme Skinheads. Die Staatssicherheit zeigte sich überrascht von deren Umfang und Härte. Der gewaltsame Übergriff von rund 30 rechtsextremen Skinheads am 17. Oktober 1987 auf ein Konzert in der Berliner Zionskirche wurde auch von DDR-Medien beachtet. Eine interne Gesamtübersicht der Staatssicherheit (MfS) vom Dezember 1987 ordnete insgesamt rund 800 DDR-Bürger im Alter von 16 bis 25 Jahren „durch ihr äußeres Erscheinungsbild und ihre Verhaltensweisen“ den Skinheads zu.
Nachdem rechtsextreme Skinheads 1987 eine Gaststätte in Velten demoliert und dabei erstmals auch eingreifende Volkspolizisten angegriffen hatten, setzte eine staatliche Repressionswelle gegen Rechtsextremisten ein. Sie wurden vermehrt zur Nationalen Volksarmee (NVA) einberufen. Westdeutsche Rechtsextremisten erhielten Einreiseverbote. Zudem durften mehr Skinheads in die Bundesrepublik übersiedeln. 
Nach zahlreichen Verhaftungen versuchten Rechtsextreme in der DDR, die Freie Deutsche Jugend (FDJ) und die Gesellschaft für Sport und Technik (GST) zu unterwandern. Die Szene begann sich straffer zu organisieren und differenzierte sich. Skinheadgruppen verschärften ihre Aufnahmerituale und gaben sich Namen („Lichtenberger Front“, „Oranienburger“, „Ostkreuzler“). Eine Fascho-Szene bildete sich ab Ende 1987, zuerst in Ost-Berlin, Magdeburg, Potsdam, Cottbus und Guben. Zudem entstand seit Ende der 1970er Jahre eine rechtsextreme Hooligan-Szene, die sich musikalisch eher am Metal-Sound orientierte als am traditionellen Oi! und Ska der Skinheads. Ein Teil der Anhänger organisierte sich in militärischen Wehrsportgruppen.
Die bei der Ost-Berliner Kriminalpolizei eingerichtete „Arbeitsgruppe zur Bekämpfung rechtsradikal motivierter Kriminalität und Selbstjustiz“ erfasste bis 1988/89 über 1.000 gewaltbereite Neonazis namentlich, dazu 6.000 in Kameradschaften und ähnlichen Gruppen organisierte Rechtsextremisten. Mit den Sympathisanten wurden insgesamt etwa 15.000 Personen dem rechtsextremen Milieu zugerechnet.
Nach dem Zentralinstitut für Jugendforschung (ZIJ; Studie von 1988) stimmten der Aussage „Der Nationalsozialismus hatte auch seine guten Seiten“ 12 Prozent der 14- bis 18-jährigen DDR-Jugendlichen zu. Dieser Anteil stieg bis Mai 1990 auf 14, bis November 1990 auf 19, bis 1992 auf 24 Prozent. Kontrovers diskutiert wird die These, extreme Haltungen in Ostdeutschland seien eine Erblast des autoritären SED-Staates. Weitgehender Konsens besteht darüber, dass der geringe Ausländeranteil in der DDR, meist isolierte Vertragsarbeiter, fremdenfeindliche Einstellungen begünstigte. Dadurch und durch die stark eingeschränkte Reisefreiheit konnte die Bevölkerung kaum Erfahrungen mit anderen Kulturen machen, so dass sich ein monokulturell geprägter Provinzialismus und eine paradoxe „Ausländerfeindlichkeit ohne Ausländer“ entwickelten. Nach einer ZIJ-Umfrage vom September 1990 gab es gegenüber Russen, Vietnamesen, Rumänen, Polen und Türken ein erhebliches feindseliges Potenzial. Polnische und vietnamesische Vertragsarbeiter stießen in der DDR oft auf fremdenfeindliche Diffamierung und Gewalt, die durch staatlich geförderte Segregation und Ghettoisierung sowie eine gegenüber dem Westen schwächere staatlich geförderte soziale Integration noch gefördert wurde. Die offene oder verdeckte Intoleranz des autoritären, sozialistischen Staates hatte bei seinen Bürgern zusätzlich intolerante Denk- und Verhaltensweisen gefördert.

## Wendezeit 1989/1990
Die mit der Anpassungskrise in Ostdeutschland verbundenen Strapazen minderten die Bereitschaft zur Eingliederung von Fremden. Rechtsextremismus und Neonazismus waren in der DDR nie ganz verschwunden, aber auch kein Massenphänomen. Von einer Amnestie politischer Strafgefangener am 6. Dezember 1989 profitierten auch Rechtsextreme. Sie gewannen zunehmend Einfluss auf den Montagsdemonstrationen. In den Wendejahren entdeckten westdeutsche Rechtsextreme die neuen Bundesländer als Agitationsort. Aus der in den 1980er Jahren entstandenen Ostberliner Skinheadgruppe „Lichtenberger Front“ ging Ende Januar 1990 in Ost-Berlin die Nationale Alternative (NA) hervor, die vom Präsidium der Volkskammer der DDR als politische Partei registriert wurde. Von der Teilnahme an den Kommunalwahlen in der DDR im Mai 1990 wurde die NA allerdings ausgeschlossen. 

## Ostdeutschland seit 1990
Die politische Rechte interpretierte den Zerfall der Sowjetunion und das Ende der DDR als die „globale Durchsetzung des völkischen Prinzips“. Ab den 1990er Jahren profitierte sie von einem Machtzuwachs infolge der Zusammenarbeit von west- und ostdeutschen Skinheads und Neonazis.